# Aksmanice
Aksmanice (w latach 1977–1981 Witoldów) – wieś w Polsce położona w województwie podkarpackim, w powiecie przemyskim, w gminie Fredropol.
| SIMC    | Nazwa       | Rodzaj    |
| ------- | ----------- | --------- |
| 0602213 | Berendowice | część wsi |
| 0602220 | Gaj         | część wsi |

Wieś, położona w powiecie przemyskim, była własnością Stanisława Ossolińskiego, jej posesorem był Wojciech Snopkowski, została spustoszona w czasie najazdu tatarskiego w 1672 roku.
W latach 80. XIX wieku wieś zamieszkiwało 515 osób (16 katolików, 492 grekokatolików i 7 żydów).
Wieś należała do Aleksandra hr. Krukowieckiego.
Dobra tabularne hrabiny Heleny Dzieduszyckiej, położone w 1905 roku w powiecie przemyskim Królestwa Galicji i Lodomerii.
W latach 1975–1998 miejscowość administracyjnie należała do województwa przemyskiego.
Częściami wsi są Berendowice i Gaj.
We wsi tej zmarł Aleksander Krukowiecki (1825–1896), hrabia, powstaniec styczniowy, poseł na Sejm Galicyjski,

## Demografia
- 1785 – 220 grekokatolików, 10 rzymskich katolików, 15 żydów
- 1840 – 402 grekokatolików
- 1879 – 358 grekokatolików
- 1899 – 406 grekokatolików
- 1938 – 579 grekokatolików